# Eucharia ganimedes
Eucharia ganimedes là một loài bướm đêm thuộc phân họ Arctiinae, họ Erebidae.